# Lamprodiplosis rhopalothrix
Lamprodiplosis rhopalothrix är en tvåvingeart som först beskrevs av Jean-Jacques Kieffer 1904.  Lamprodiplosis rhopalothrix ingår i släktet Lamprodiplosis och familjen gallmyggor.
Artens utbredningsområde är Frankrike. Inga underarter finns listade i Catalogue of Life.